# Le Castellet (Var)
Le Castellet é uma cidade situada no departamento de Var na região de Provence-Alpes-Côte d'Azur, na França. Ela está situada a 22 km a noroeste de Toulon, nas proximidades de La Cadière-d'Azur e a 50 km a leste de Marselha. O Circuito Paul Ricard situa-se perto dessa comuna. Ela se localiza próxima a um penhasco, cercada de vinhedos, que a incluem na AOC de Bandol.
Patrick Tambay foi prefeito de Le Castellet após abandonar a profissão de comentarista.